# Lasiopezus sordidus
Lasiopezus sordidus es una especie de escarabajo longicornio del género Lasiopezus, tribu Ancylonotini, subfamilia Lamiinae. Fue descrita científicamente por Olivier en 1800.

## Descripción
Mide 17-25 milímetros de longitud.

## Distribución
Se distribuye por Costa de Marfil, Gambia, Ghana, Guinea, Guinea-Bisáu, Liberia, Uganda, Senegal y Sierra Leona.